# Surya Bonaly
Surya Bonaly (Nice, 15 de dezembro de 1973) é uma ex-patinadora artística francesa, que competia no individual feminino.
Ela foi três vezes medalhista de prata do Campeonato Mundial (1993–1995), conquistou cinco medalhas de ouro e uma de prata em campeonatos europeus e foi eneacampeã do campeonato nacional francês. Bonaly disputou os Jogos Olímpicos de Inverno de 1992, 1994 e 1998 terminando na quinta, quarta e décima posição, respectivamente.
Surya Bonaly foi a única patinadora olímpica a realizar o salto mortal de costas, aterrizando em um pé, no Jogos de Inverno de 1998 em Nagano, no Japão.

## Biografia
Surya nasceu em Nice, em 1973. Inicialmente chamada de Claudine, ela foi adotada aos 18 meses de vida pelo casal Suzanne e Georges Bonaly, que lhe deram o nome de Surya. Suzanne foi professora de educação física enquanto Georges era arquiteto a serviço do governo francês. O casal inicialmente disse à imprensa que a filha tinha nascido na ilha de Reunião por acharem que esta origem seria mais "exótica". Quando Surya completou 18 anos e começou a pesquisar sobre suas origens, seus pais lhe contaram que sua mãe biológica era originária da ilha, mas que Surya não tinha nascido lá. O primeiro técnico de Surya, Didier Gailhaguet, admitiu que a história foi inventada porque teria maior apelo na imprensa.
Surya começou a competir como ginasta olímpica, mas começou a patinar no gelo quando tinha 11 anos, ainda em Nice, em 1985, antes que a família se mudasse para Paris. Os primeiros relatos da imprensa diziam que Gailhaguet descobriu Surya em uma apresentação, mas anos depois ela disse que quis participar do grupo de patinação profissional de Gailhaguet e pediu para fazer parte da equipe. Antes que aprendesse a aterrizar corretamente dos saltos, Surya quebrou os dois tornozelos.

## Carreira

### 1987–1988 a 1989–1990
Surya terminou em 14º em seu primeiro campeonato da União Internacional de Patinação, em Brisbane, Austrália. Na temporada seguinte, ela ganhou a medalha de bronze no World Junior Championships e seu primeiro título nacional no profissional em 1989. Ela começou a competir no profissional, ficando em 8º lugar no European Figure Skating Championships do mesmo ano e em 10º no World Figure Skating Championships, ainda em 1989.
Em 1990, no World Junior Championships, Surya ganhou a medalha de prata, atrás de Yuka Sato, do Japão. No European Championships, ela terminou em 4ºlugar e em 9º no World Championships do mesmo ano.

### Temporada 1990–1991
Surya começou essa temporada ganhando duas medalhas: a de ouro no Grand Prix International de Paris e a de bronze no Skate Electric. Em sua última apresentação como júnior, ela subiu ao pódio em 1991, no World Junior Figure Skating Championships, em Budapeste, na Hungria. Depois de ganhar seu terceiro título nacional, ela competiu em 1991 no European Championships de 1991, em Sofia, na Bulgária, onde ganhou a medalha de ouro, à frente das patinadoras alemãs Evelyn Großmann e Marina Kielmann.
No World Championships de 1991, em Munique, na Alemanha, Surya ficou em quinto lugar.

### Temporada 1991–1992
Em janeiro de 1992, Surya superou Marina Kielmann e Patricia Neske e levou a medalha de ouro no European Figure Skating Championships, em Lausanne, na Suíça. Em fevereiro do mesmo ano, ela participou das Olimpíadas de Inverno em Albertville, na França e em uma sessão de treinos, ela aterrizou de um salto muito próxima da atleta japonesa Midori Ito e foi advertida para não fazer isso de novo. Os responsáveis pelos jogos acreditavam que isso intimidava as atletas. Surya se tornou a primeira mulher a tentar o salto quádruplo na competição, mas ela não conseguiu completar o giro antes de tocar a pista. Surya terminou em 6º lugar na competição de estilo livre e em 5º lugar na classificação geral, atrás de Midori Ito, Tonya Harding, Kristi Yamaguchi e Nancy Kerrigan.
Depois das olimpíadas, Surya começou a trabalhar com um novo treinador, André Brunet, com quem ficou apenas um mês. A temporada de 1992 terminou no World Championships, em Oakland, Califórnia, onde ela terminou em 11º na classificação geral depois de cometer erros nos saltos tanto no estilo livre quanto no geral.

### Temporada 1992–1993
Surya foi treinada principalmente por sua mãe de abril a setembro de 1992, tendo feito visitas entre junho e setembro a Frank Carroll, ex-patinador profissional e técnico de patinação, no sul da Califórnia. Apesar de querer continuar treinando com Frank, a federação francesa se opunha aos métodos do norte-americano. Alain Giletti se tornou então seu treinador, em quatro sessões semanais, com a mãe de Surya preenchendo o restante do tempo.
Em 1993, Surya ganhou o European Figure Skating Championships, em Helsinki, ficando em primeiro lugar nos dois estilos, estando à frente da ucraniana Oksana Baiul e da alemã Marina Kielmann. No campeonato mundial do mesmo ano, em Praga, ela ganhou a medalha de prata atrás de Oksana Baiul, por uma margem muito pequena. Tanto Surya quanto a medalhista de bronze, Chen Lu, eram tecnicamente superiores a Oksana.

### Temporada 1993–1994
Em janeiro de 1994, Surya terminou em primeiro lugar em todos os estilo e ganhou sua quarta medalha consecutiva no campeonato europeu, na Dinamarca. Um mês depois, ela competiu nas olimpíadas de inverno de 1994, em Lillehammer, na Noruega. Ficou em terceiro lugar no programa curto e em quarto no estilo livre, terminando na classificação geral em 4º lugar, atrás de Oksana Baiul, Nancy Kerrigan e Chen Lu, depois de cometer erros nos saltos em sua apresentação.
No campeonato mundial de 1994, em Chiba, no Japão, onde as medalhistas olímpicas não competiram, Surya teria ficado com a medalha de ouro, depois de pontuar igual à favorita da casa, Yuka Sato, que acabou em primeiro lugar. Chateada com o resultado, Surya não subiu ao pódio na entrega das medalhas, tendo eventualmente recebido sua medalha de prata, mas a retirou do pescoço logo em seguida, o que gerou várias vaias dos expectadores.

### Temporada 1994–1995
Em 1995, Surya ganhou pela quinta vez o campeonato europeu. No World Championships, em Birmingham, Inglaterra, ela ficou em quarto lugar no programa curto, mas subiu para o segundo lugar no estilo livre. Ganhou sua terceira medalha de prata atrás de Chen Lu, da China. Pela terceira vez consecutiva no ano ela perdeu a medalha de ouro devido a um juiz e devido a um décimo na pontuação. Surya acreditava que as decisões dos juízes eram racistas, pois ela seguia rotinas mais difíceis de saltos e apresentações do que suas concorrentes.

### Temporada 1995–1996
Em 1996, Surya competiu no primeiro Grand Prix de Patinação Artística no Gelo, onde terminou em terceiro e em quarto lugares, o que não era o suficiente para qualificá-la para a final feminina. Ela ficou em primeiro lugar no programa curto e em segundo lugar no estilo livre, levando a medalha de prata atrás de Irina Slutskaya no European Figure Skating Championships, de 1996. Terminou em 6º lugar no campeonato mundial de 1996, em Edmonton, no Canadá.

### Temporada 1996–1997
Em maio de 1996, Surya rompeu o tendão de Aquiles durante uma acrobacia. Devido à lesão, ela perdeu boa parte da temporada. A federação francesa, inicialmente, decidira não inscrevê-la no campeonato europeu de 1997 acreditando que ela ainda não estava em condições de competir, mas Surya apelou da decisão e conseguiu entrar na competição, ficando em 9º lugar no geral. Ela não foi indicada para a apresentação em dupla feminina da França no Mundial, ficando Vanessa Gusmeroli em seu lugar, junto de Laetitia Hubert, que tinha ficado atrás de Surya na classificação do mesmo evento.

### Temporada 1997–1998
Nesta temporada ela foi treinada pela mãe e por Tatiana Tarasova, em Marlborough, nos Estados Unidos. Nos jogos de inverno de 1998, em Nagano, no Japão, Surya ficou em 6º lugar no programa curto. Sem conseguir completar sua rotina com o salto triplo, por causa da lesão, ela decidiu dar um mortal para trás, aterrizando em um só pé, salto que foi banido das competições pela federação internacional desde 1976. Surya perdeu pontos com a manobra, mas se disse satisfeita com a rotina. Ela terminou em 10º lugar em Nagano e parou de competir logo depois.

## Depois da patinação profissional
Bonaly was an off-screen character on the "Will on Ice" episode of NBC's Will & Grace which originally aired on 12 January 1999. Surya excursionou com o Champions on Ice por vários anos, até o fim das apresentações em 2007. Apresentou-se na Rússia com Evgeni Plushenko e foi convidada do Ice Theatre of New York em um evento de gala em dezembro de 2008 em Nova Iorque. Em 2015, passou por cirurgia ao descobrir vários cistos na medula espinhal e isso finalizou sua carreira como patinadora.
Em setembro de 2016, ela foi técnica de patinação em Minnesota, trabalhando com moradores locais e estudantes da escola Shattuck-St. Mary.

## Vida pessoal
Surya se tornou cidadã norte-americana em janeiro de 2004. Depois de morar em Las Vegas, Nevada, ela se mudou em definitivo para Minnesota. Ficou noiva do técnico de patinação Pete Biver em 18 de setembro de 2016. Surya é vegetariana e apareceu em vários comerciais do grupo PETA.

## Principais resultados
| Resultados                                                             | Resultados    | Resultados        | Resultados       | Resultados        | Resultados       | Resultados        | Resultados       | Resultados       | Resultados        | Resultados      | Resultados        | Resultados    |
| Internacional                                                          | Internacional | Internacional     | Internacional    | Internacional     | Internacional    | Internacional     | Internacional    | Internacional    | Internacional     | Internacional   | Internacional     | Internacional |
| Evento/Temporada                                                       | 1987– 1988    | 1988– 1989        | 1989– 1990       | 1990– 1991        | 1991– 1992       | 1992– 1993        | 1993– 1994       | 1994– 1995       | 1995– 1996        | 1996– 1997      | 1997– 1998        |               |
| ---------------------------------------------------------------------- | ------------- | ----------------- | ---------------- | ----------------- | ---------------- | ----------------- | ---------------- | ---------------- | ----------------- | --------------- | ----------------- | ------------- |
| Jogos Olímpicos                                                        |               |                   |                  |                   | 5.ª              |                   | 4.ª              |                  |                   |                 | 10.ª              |               |
| Campeonato Mundial                                                     |               | 10.ª              | 9.ª              | 5.ª               | 11.ª             | Medalha de prata  | Medalha de prata | Medalha de prata | 5.ª               |                 |                   |               |
| Campeonato Europeu                                                     |               | 8.ª               | 4.ª              | Medalha de ouro   | Medalha de ouro  | Medalha de ouro   | Medalha de ouro  | Medalha de ouro  | Medalha de prata  | 9.ª             | 6.ª               |               |
| GP Cup of Russia                                                       |               |                   |                  |                   |                  |                   |                  |                  |                   |                 | 4.ª               |               |
| GP NHK Trophy                                                          |               |                   |                  |                   | Medalha de prata | Medalha de ouro   | Medalha de ouro  | Medalha de prata | 4.ª               |                 |                   |               |
| GP Skate America                                                       |               |                   | 6.ª              | 5.ª               |                  | Medalha de bronze | Medalha de ouro  | Medalha de prata | Medalha de bronze | 4.ª             |                   |               |
| GP Skate Canada International                                          |               |                   | 7.ª              |                   | Medalha de ouro  |                   |                  |                  |                   |                 | Medalha de bronze |               |
| GP Trophée Lalique                                                     |               | 7.ª               | Medalha de ouro  | Medalha de ouro   | 5.ª              | Medalha de ouro   | Medalha de ouro  | Medalha de ouro  | Medalha de bronze |                 |                   |               |
| Jogos da Boa Vontade                                                   |               |                   |                  | Medalha de bronze |                  |                   |                  | Medalha de ouro  |                   |                 |                   |               |
| Nations Cup                                                            |               |                   |                  |                   |                  | Medalha de ouro   |                  |                  |                   |                 |                   |               |
| Nebelhorn Trophy                                                       |               |                   | Medalha de prata | Medalha de ouro   |                  |                   |                  |                  |                   |                 |                   |               |
| Piruetten                                                              |               |                   |                  |                   |                  |                   | 4.ª              |                  |                   |                 |                   |               |
| Internacional – Júnior                                                 |               |                   |                  |                   |                  |                   |                  |                  |                   |                 |                   |               |
| Campeonato Mundial Júnior                                              | 14.ª          | Medalha de bronze | Medalha de prata | Medalha de ouro   |                  |                   |                  |                  |                   |                 |                   |               |
| Nacional                                                               |               |                   |                  |                   |                  |                   |                  |                  |                   |                 |                   |               |
| Campeonato Francês                                                     | 4.ª           | Medalha de ouro   | Medalha de ouro  | Medalha de ouro   | Medalha de ouro  | Medalha de ouro   | Medalha de ouro  | Medalha de ouro  | Medalha de ouro   | Medalha de ouro | Medalha de prata  |               |
|                                                                        |               |                   |                  |                   |                  |                   |                  |                  |                   |                 |                   |               |
| Legenda: GP = Grand Prix; Competição não foi disputada nesta temporada |               |                   |                  |                   |                  |                   |                  |                  |                   |                 |                   |               |